# Quick Lane Bowl 2015
Match précédent Match suivant
L'édition 2015 du Quick Lane Bowl s'est déroulée le 28 décembre 2015 au Ford Field de Detroit dans le Michigan. C'était de la seconde édition de cet événement.
Ce bowl remplace depuis 2014 le Little Caesars Pizza Bowl dans le calendrier.
Il s'agit d'un match de football américain d'après-saison régulière de niveau universitaire certifié par la NCAA.
La Ford Motor Company assure le sponsoring du nom du bowl au travers de sa marque de magasins d'accessoires automobile, Quick Lane.

## Présentation du match
Le match met en présence l'équipe des Chippewas de Central Michigan issus de la Mid-American Conference et des Golden Gophers du Minnesota issus de la Conference Big Ten.
Le match a débuté à 17 heures locales et a été retransmis en télévision sur ESPN2.
Minnesota gagne le match sur le score de 21 à 14.
| Équipes                                                                                            | Conférences | Entraîneurs   | Stats. saison rég. |
| -------------------------------------------------------------------------------------------------- | ----------- | ------------- | ------------------ |
| Chippewas de Central Michigan                                                                      | MAC         | John Bonamego | 7-5                |
| Golden Gophers du Minnesota                                                                        | Big Ten     | Tracy Claeys  | 5-7                |
| Arbitre : Dan Romero (Big 12) Équipe donnée favorite par les bookmakers : Minnesota à 5½ contre 1. |             |               |                    |

### Chippewas de Central Michigan
Avec un bilan global en saison régulière de 7 victoires et 5 défaites, Central Michigan est éligible et accepte l'invitation pour participer au Quick Lane Bowl de 2015.
Ils terminent 4e de la West Division de la Mid-American Conference derrière Northern Illinois, Western Michigan, et Toledo, avec un bilan en division de 6 victoires et 2 défaites.
À l'issue de la saison 2015 (bowl compris), ils n'apparaissent pas dans les classements CFP , AP et Coaches.
Il s'agit de leur 1er apparition au Quick Lane Bowl.

### Golden Gophers du Minnesota
Avec un bilan global en saison régulière de 5 victoires et 7 défaites, Minnesota n'était normalement pas éligible pour participer à un bowl universitaire d'après saison régulière. Comme il n'y avait que 77 équipes éligibles sur 80 nécessaires, Minnesota est sélectionnée ainsi que 2 autres équipes ayant un bilan de 5-7. Ils acceptent l'invitation à participer au Quick Lane Bowl de 2015.
Ils terminent 5e de la West Division de la Big Ten Conference derrière #9 Iowa, #23 Northwestern, #21 Wisconsin et Nebraska, avec un bilan en division de 2 victoires et 6 défaites.
À l'issue de la saison 2015 (bowl compris), ils n'apparaissent pas dans les classements CFP , AP et Coaches.
Il s'agit de leur 1er apparition au Quick Lane Bowl.

## Résumé du match
| QT          | Temps       | Drive       | Drive       | Drive       | Équipe      | Description de l'action | Score | Score |
| QT          | Temps       | Jeux        | Yards       | TDP         | Équipe      | Description de l'action | CMU   | MIN   |
| ----------- | ----------- | ----------- | ----------- | ----------- | ----------- | --- | ----- | ----- |
| 1           | 10:11       | 9           | 70          | 4:49        | MIN         | FG de 22 yards par kicker Ryan Santoso | 0     | 3     |
| 2           | 14:55       | 15          | 82          | 6:29        | CMU         | TD à la suite d'une course de 1 yard par QB Cooper Rush + 1 point de conversion par kicker Brian Eavey                                                      | 7     | 3     |
| 2           | 12:43       | 6           | 75          | 2:12        | MIN         | TD de 11 yards par WR K.J. Maye à la suite d'une réception de passe de QB Mitch Leidner + 1 point de conversion par kicker Ryan Santoso                     | 7     | 10    |
| 3           | 8:30        | 9           | 64          | 4:58        | MIN         | FG de 42 yards par kicker Ryan Santoso | 7     | 13    |
| 4           | 11:08       | 4           | 56          | 1:50        | CMU         | TD à la suite d'une course de 13 yards par RB Romello Ross + 1 point de conversion par kicker Brian Eavey                                                   | 14    | 13    |
| 4           | 4:26        | 13          | 74          | 6:36        | MIN         | TD à la suite d'une course de 13 yards par QB Mitch Leidner + 2 points de conversion par WR KJ Maye à la suite d'une réception de passe de QB Mitch Leidner | 14    | 21    |
| Score final | Score final | Score final | Score final | Score final | Score final | Score final | 14    | 21    |

## Statistiques
| Statistiques par Équipes               | Statistiques par Équipes | Statistiques par Équipes |
| Statistiques                           | CMU                      | MIN                      |
| -------------------------------------- | ------------------------ | ------------------------ |
| 1er downs                              | 17                       | 21                       |
| Conversion de 3e Down                  | 6/13                     | 8/16                     |
| Conversion de 4e Down                  | 0/0                      | 0/1                      |
| Jeux–yards                             | 58 jeux pour 249 yards   | 69 jeux pour 381 yards   |
| Yards à la course                      | 104                      | 158                      |
| Yards à la passe                       | 145                      | 223                      |
| Passes : Réussies-Tentées-Interceptées | 15/30, 1 int.            | 24/30, 1 int.            |
| Réussite en zone rouge/chances         | 2/2                      | 3/3                      |
| TD                                     | 2                        | 2                        |
| Field Goals                            | 0                        | 2                        |
| Sacks (Nombre-Yards perdus)            | 2/23                     | 2/15                     |
| Fumbles (Nombre/Perdus)                | 0/0                      | 0/0                      |
| Pénalités (Nombre/Yards perdus)        | 3/25                     | 1/5                      |
| Temps de possession                    | 24:31                    | 35:29                    |

| Meilleur Joueur (MVP) | Meilleur Joueur (MVP) | Meilleur Joueur (MVP) |
| --------------------- | --------------------- | --------------------- |
| Nom                   | Équipe                | Poste                 |
| Mitch Leidner         | Minnesota             | QB                    |

| Statistiques Individuelles | Statistiques Individuelles | Statistiques Individuelles                    |
| -------------------------- | -------------------------- | --------------------------------------------- |
| Quaterbacks                |                            |                                               |
| ?                          | Rush, Cooper               | 15/29, 1 int., 145 yards, 0 TD, 2 sacks subis |
| ?                          | Leidner, Mitch             | 24/30, 1 int., 223 yards, 1 TD, 2 sacks subis |
| Meilleurs Coureurs         |                            |                                               |
| ?                          | Ross, Romello              | 19 courses pour 100 yards nets gagnés et 1 TD |
| ?                          | Smith, Rodney              | 15 courses pour 74 yards nets gagnés et 0 TD  |
| Meilleurs Receveurs        |                            |                                               |
| ?                          | Willis, Corey              | 4 réceptions pour 51 yards, 0 TD              |
| ?                          | Maye, KJ                   | 8 réceptions pour 67 yards et 1 TD            |
| Meilleurs Tackleurs        |                            |                                               |
| ?                          | Annese, Tony               | 11 tacles en solo                             |
| ?                          | Celestin, J                | 5 tacles en solo et 1 assiste                 |